# Mil Mi-44
Mil Mi-44 là một loại trực thăng thông dụng được phát triển từ Mi-34.